# اشتراس ایم اشتراسرتاله
اشتراس ایم اشتراسرتاله (به آلمانی: Straß im Straßertale) یک منطقهٔ مسکونی در اتریش است که در ناحیه کرمس-لاند واقع شده‌است. اشتراس ایم اشتراسرتال ۱٬۴۶۵ نفر جمعیت دارد.